# トナティウ

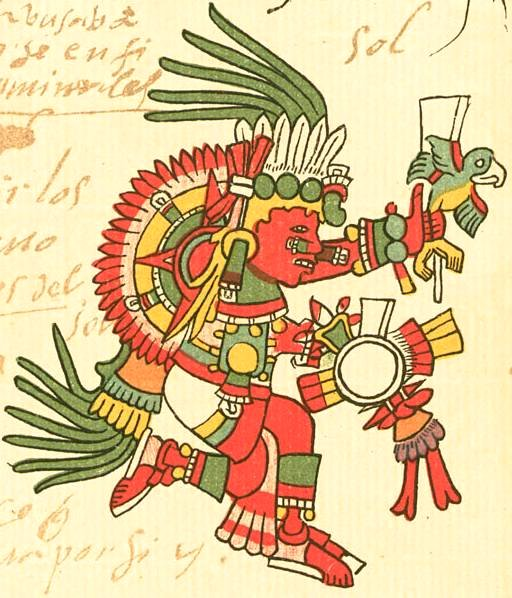
トナティウ

トナティウ（Tonatiuh）は、アステカ神話における太陽神。その名前は「光り輝く者」「暖める者」を意味する。

## 太陽神としてのトナティウ
トナティウはこの世に5番目に誕生した太陽とされている。
図像にみられるトナティウは、体は赤く塗られ、髪は金色であったり鷲の羽根飾りで彩られたりし、太陽を象徴する輝く円盤を備えている。また、トルテカでのトナティウは、明けの明星とみなされる神ケツァルコアトルとしばしば一緒に描かれている。

## 戦神としてのトナティウ
トナティウは好戦的な戦神の側面も併せ持ち、当時のアステカの民は、捕虜をしばしばこの神への生け贄として捧げていた。
16世紀前半にスペインから来てアステカの人々を虐殺するなどした征服者・アルバラードを、アステカの人々は、戦争を好む神であるトナティウの名で呼んだという。